# Ох уж эта наука!
«Ох уж эта наука!» (англ. Weird Science — «Странная наука») — американская кинокомедия режиссёра Джона Хьюза, вышедшая на экраны в 1985 году.

## Сюжет
Два старшеклассника-неудачника Гари и Уайетт, устали от унижений в школе и бесконечных мечтаний о потере девственности. Посмотрев по телевизору «Франкенштейн», они вдохновляются идеей создания при помощи персонального компьютера и магии идеальной женщины, способной удовлетворить все их желания. Гари и Уайетт закладывают в компьютер обложки журналов «Плэйбой» и «Пентхауз» и фотографию Альберта Эйнштейна. В результате материализуется прекрасная Лиза (Келли Леброк).
Девушка владеет магией и наколдовывает кадиллак, после чего отправляется с ребятами развлекаться в ночном городе. На следующий день выясняется, что Гари и Уайетт не пользуются успехом у девушек и без волшебства Лизы не способны произвести впечатление на прекрасный пол. Лиза решает исправить ситуацию. В итоге все это приводит к грандиозной вечеринке дома у Уайетта. На празднество приглашены одноклассницы ребят Деб и Хилли и другие школьники. Ребята безуспешно пытаются создать еще одну искусственную женщину и веселье обращается в магический хаос. Обидевшаяся Лиза натравливает на дом банду безумных байкеров, внутри дома начинается метель, а в одной из комнат появляется ракета Першинг. Брат Уайетта, Чет Доннелли, третировавший ребят, потерял человеческий облик. Гари и Уайетт собираются с духом, дают отпор байкерам, спасают девушек, пробуждая в них ответные чувства. Заметив это, Лиза исчезает, оставив после себя полный порядок и стирает память у всех вовлечённых в события.
На следующий день Лиза появляется в школе в качестве нового учителя физкультуры.

## В ролях
- Энтони Майкл Холл — Гари Уоллес (дублировал[на какой язык?] Олег Куликович[источник не указан 19 дней][значимость факта?])
- Илан Митчелл-Смит — Уайетт Доннелли (дублировал[на какой язык?] Владимир Маслаков[источник не указан 19 дней][значимость факта?])
- Келли Леброк — Лиза (дублировала[на какой язык?] Татьяна Иванова[источник не указан 19 дней][значимость факта?])
- Билл Пэкстон — Чет Доннелли (дублировал[на какой язык?] Анатолий Петров[источник не указан 19 дней][значимость факта?])
- Сюзанн Снайдер — Деб (дублировала[на какой язык?] Светлана Репетина[источник не указан 19 дней][значимость факта?])
- Джуди Аронсон — Хилли (дублировала[на какой язык?] Наталья Гущина[источник не указан 19 дней][значимость факта?])
- Роберт Дауни-младший — Йен (дублировал[на какой язык?] Михаил Черняк[источник не указан 19 дней][значимость факта?])
- Роберт Раслер — Макс (дублировал[на какой язык?] Анатолий Петров[источник не указан 19 дней][значимость факта?])
- Вернон Уэллс — лорд-генерал (дублировал[на какой язык?] Анатолий Петров[источник не указан 19 дней][значимость факта?])
- Уоллес Лэнгэм — Арт (впервые на широком экране)

## Саундтрек
1. «Weird Science» — Oingo Boingo
2. «Turn It On» — Kim Wilde
3. «Deep in the Jungle» — Wall of Voodoo
4. «Tubular Bells» — Mike Oldfield
5. «Tesla Girls» — Orchestral Manoeuvres in the Dark
6. «Private Joy» — Cheyne
7. «Wanted Man» — Ratt
8. «Don’t Worry Baby» — Los Lobos
9. «Forever» — Taxxi
10. «Method to My Madness» — The Lords of the New Church
11. «Eighties» — Killing Joke
12. «Why Don’t Pretty Girls Look at Me» — Wild Man from Wonga
13. «Nervous and Shakey» — The Del Fuegos
14. «The Circle» — Max Carl
15. «Tenderness» — General Public
16. «Do Not Disturb (Knock Knock)» — The Broken Homes
17. «Oh, Pretty Woman» — Van Halen

## Сериал
По мотивам фильма был снят сериал «Чудеса науки», шедший с 1994 по 1998 годы.

## Ремейк фильма
По состоянию на 2013 год, кинокомпания Universal Studios планировала снять ремейк при участии продюсера оригинального фильма Джоэла Сильвера. Разработкой сценария должен был заняться Майкл Бэколл.